# Llicència de programari anticapitalista
La Llicència de programari anticapitalista (en anglès The Anti-Capitalist Software License (ACSL)) és una llicència de programari que aspira a un món més enllà del capitalisme. La seva finalitat pretén ser una proposta de llicència que empoderi individualment, col·lectivament, i cooperativament el treball sobirà, sense ànim de lucre, rebutjant també l'ús i l'explotació laboral només pel profit personal.
A diferència d'altres llicències lliures, la llicència ACSL A més a més de parlar de la disponibilitat del codi font, la facilitat d'ús, la comercialització i l'atribució, parla també de les condicions laborals en què s'escriu el programari, considerant com opera la feina de programació al món i com les persones implicades es relacionen entre elles.
Així, aquesta llicència no es considera a si mateixa una llicència de programari de codi obert, ja que no permet l'ús il·limitat per part de cap grup en cap camp, una prestació que consolidi encara més els poders establerts. Tampoc allibera automàticament els projectes a Creative Commons o domini públic, ni requereix que el codi font derivat estigui disponible, tot i que es pot optar per alliberar el treball d'aquesta manera. ACSL reconeix que el requisit de copyleft o codi obert pot suposar una pèrdua de recursos limitats, pot exposar informació crítica i pot posar el programari en risc de robatori. A També permet la integració en projectes de codi tancat com ara jocs, eines de seguretat, obres d'art i projectes personals sense que aquestes eines es facin públiques. Per tant, per aquesta llicència la disponibilitat del codi font és menys important que l'organització del treball del programari.
No considera que el comerç i el capitalisme siguin el mateix, i permet la comercialització de programari ACSL, sempre que les organitzacions que ho facin no s'organitzin seguint línies capitalistes, tal com es defineix a la llicència. Tenint també la intenció explícita de proporcionar a aquestes organitzacions i individus un avantatge perquè puguin sobreviure sota el capitalisme i sobreviure.
En general, l'ACSL és una combinació de les llicències MIT, ISC o BSD, però amb restriccions contra l'ús corporatiu.

## Història
La llicència de programari anticapitalista va ser iniciada pel programador Everest Pipkin i el dissenyador Ramsey Nasser, i fou sintetitzada en un text legal de menys de 300 paraules amb l'objectiu de "contribuir a un món més enllà del capitalisme". Per això la llicència pot considerar-se també com un manifest.
Així, van idear la llicència per tal que fos utilitzada per quatre categories diferents de programadors:
- Una persona individual, treballant per si mateixa.
- Una organització sense ànim de lucre.
- Una institució educativa.
- Una organització que busca beneficis compartits per a tots els seus membres i permet als no socis establir el cost de la seva mà d'obra.